# برنامج الفضاء اللبناني
لم يكن برنامج الفضاء اللبناني في البداية مدعومًا من قبل الحكومة بشكل رسمي، وكان متمحورًا حول جمعية الصواريخ اللبنانية التي انبثقت من جامعة هايكازيان على يد مانوج مانوجيان في العام 1960. نالت الجمعية شهرتها في لبنان في أعقاب سلسلة من إطلاق صواريخ الأرز. في العام 1962، أعلن الرئيس فؤاد شهاب عن تقديم دعم حكومي محدود للجمعية التي كانت على صلة بالقطاع العسكري آنذاك لأغراض تطوير الأسلحة.

## جمعية الصواريخ اللبنانية
تشكلت جمعية الصواريخ اللبنانية برئاسة مانوج مانوجيان من مجموعة صغيرة من الطلاب من جامعة هايكازيان. تطورت الجمعية لتصبح برنامج الفضاء اللبناني الذي صنّع أول صواريخ في العالم العربي قادرة على الطيران دون المداري.
في تشرين الثاني عام 1960، اجتمعت مجموعة من طلاب جامعة هايكازيان تحت إشراف مانوج مانوجيان الذي كان أستاذ الرياضيات والفيزياء لتشكيل جمعية الصواريخ في جامعة هايكازيان.
بميزانية مبدئية قدرها 750 ليرة لبنانية تبرع بها النائب الراحل إميل بستاني، تم تعيين أعضاء مجلس جمعية الصواريخ في جامعة هايكازيان وهم: سيمون أبراهاميان وغرابيد بسماديجيان  وهامبارتسوم كاراجوزيان وهراير كيليشيان  ومايكل لادا  وجون تيلكيان  لتصنيع صواريخ وقود صلب متعددة المراحل .
تم تحديد مراحل صناعة أول صاروخ  لكل طالب. ونتيجة لنقص المعدات المطلوبة، اضطرت المجموعة إلى اللجوء إلى اختبار الطيران دون أي اختبارات للوقود في المختبرات. وبعد عدد من الإخفاقات، نجح المشروع أخيرًا.
في شهر نيسان من العام 1961، تم إطلاق صاروخ الدفع الصلب ووصل ارتفاعه إلى حوالي كيلومتر واحد. وبعد القيام بالمزيد من التحسينات على نظام الوقود الصلب، تم إطلاق صاروخ مماثل يسمى HCRS-3 ليصل إلى 2 كم.
نتيجة لهذه التجارب، التقى الرئيس اللبناني فؤاد شهاب بأعضاء الجمعية ومنح مساعدة مالية للمشروع قدرها 10 آلاف ليرة لبنانية لعام 1961 و15 ألف ليرة لبنانية لعام 1962.
خلال العام الدراسي 1961-1962، عملت الجمعية على صواريخ من مرحلتين مع مزيد من التحسينات تشمل نظام الفصل ونظام الوقود الصلب وتصميم المركبات. في 25 أيارعام 1962، تم إطلاق صاروخ الأرز HCRS-7 حتى مسافة 11.5 كم ، وكان الجيش اللبناني مسؤولاً عن أمن الإطلاق. وفي صيف عام 1962، أطلق صاروخان آخران هما Cedar llB وCedar llC على مسافة 20 كم.
بسبب النجاحات التي حققتها الجمعية، انضم إليها أعضاء جدد وتم تشكيل مجموعة جديدة في عام 1962 أطلق عليها اسم جمعية الصواريخ اللبنانية.
تم توجيه الجمعية من قبل لجنة رئيسية مؤلفة من ستة أعضاء: السيد مانوج مانوجيان من جامعة هايكازيان (مدير) والدكتور ب.مراد من الجامعة الأمريكية في بيروت (مستشار) والسيد كرامونيجيان من جامعة هايكازيان والسيد ج.سفير (مهندس الكتروني) والسيد إي. كاي (مهندس جيوديسي) وضابط من الجيش خبير بالمقذوفات. تم التخطيط لمزيد من الاختبارات حول تصميم وبناء صواريخ متعددة المراحل. أشرف السيد هارت على أعمال الجمعية بينما كان السيد مانوجيان في الولايات المتحدة. وشملت الجمعية على أعضاء من جامعة هايكازيان وهم: هامبارتزوم كاراجويزان وهرير عينتابليان وهرير ساجيان وجيراير زنيان وجان جاك غوفليكيان.
في 21 تشرين الثاني عام 1962، تم إطلاق صاروخ Cedar-3 ثلاثي المراحل الذي يمثل صاروخ الدفع الصلب الذي أعدته مجموعة جامعة هايكازيان، وكان طوله 6.80 م ووزنه 1250 كجم.
بعد عدة إطلاقات أخرى، وقع حادث خلال صيف عام 1964 أدي إلى نقل  2 من الطلاب إلى المستشفى والذين تعافوا لحسن الحظ. ومع ذلك، تم إنهاء الإطلاق، ولم تقع أي حوادث منذ ذلك الحين.
في عام 1963، تم إطلاق صاروخ Cedar IV ووصل إلى ارتفاع 90 ميلًا (140 كم) ، مما جعله قريبًا من ارتفاع الأقمار الصناعية المدار الأرضي المنخفض، وتم لاحقا إحياء ذكرى الصاروخ بوضعه على طابع بريدي.
تم الإطلاق الأخير من قبل جمعية الصواريخ اللبنانية في عام 1966.

## الناحية الثقافية
تم إنتاج نسخة من طابع بريدي عام 1964 من قبل دائرة البريد اللبنانية للاحتفال بالذكرى 21 لاستقلال لبنان، والذي يصور أحد صواريخ الأرز من جامعة هايكازيان.
وقد تمحور فيلم انتج عام 2012 بعنوان جمعية الصواريخ اللبنانية حول الجمعية وبرنامج الفضاء اللبناني بشكل موسع.